# Martha Wells
Martha Wells (Fort Worth, 1 september 1964) is een Amerikaanse schrijfster van experimentele fictie-, fantasy- en sciencefiction. Ze won zowel Hugo Award, de Nebula Award als de Locus Award meerdere keren voor verschillende delen van haar serie The Murderbot Diaries.

## Biografisch
Wells studeerde antropologie aan de Texas A&M University. Ze volgde daarnaast verschillende schrijfcursussen en debuteerde in 1993 met het boek The Element of Fire, dat zich afspeelt in het fictieve koninkrijk Ile-Rien. Hierin wordt de heerschappij van de koninklijke familie bedreigd door een magiër terwijl tegelijkertijd een bastaardzuster opduikt van wie niet duidelijk is wat haar intenties zijn. Dit bleek het begin van wat uitgroeide tot Wells' Ile-Rien-serie. De eerste twee delen hiervan staan verhaaltechnisch ieder op zichzelf, waarna deel drie tot en met vijf samen een trilogie vormen.
Wells wisselde het vervolgen van de Ile-Rien-serie af met het schrijven van een paar losstaande boeken als City of Bones en Wheel of the Infinite. Ze begon in 2011 met haar tweede serie, Books of the Raksura, over een jongen die van gedaante kan veranderen en erachter komt dat hij niet de enige is in zijn soort; de bedreigde raksura. Wells bracht in 2017 het eerste deel uit van haar serie The Murderbot Diaries. Deze gaat over een cyborg (Murderbot) die zich weet te bevrijden van de orders van zijn menselijke meesters en zelfstandig wordt. Wells won hiervoor zowel de Hugo Award, de Nebula Award als de Locus Award en won deze prijzen ook voor verschillende van de vervolgdelen.

### Series
Ile-Rien
- 1993 - The Element of Fire
- 1998 - The Death of the Necromancer
- 2003 - The Wizard Hunters (The Fall of Ile-Rien-trilogie deel 1)
- 2004 - The Ships of Air (The Fall of Ile-Rien-trilogie deel 2)
- 2005 - The Gate of Gods (The Fall of Ile-Rien-trilogie deel 3)

Books of the Raksura
- 2011 - The Cloud Roads
- 2012 - The Serpent Sea
- 2012 - The Siren Depths
- 2014 - Stories of the Raksura Vol 1: The Falling World & The Tale of Indigo and Cloud
- 2015 - Stories of the Raksura Vol 2: The Dead City & The Dark Earth Below
- 2016 - The Edge of Worlds
- 2017 - The Harbors of the Sun

Emilie
- 2013 - Emilie and the Hollow World  (young adult)
- 2014 - Emilie and the Sky World (young adult)

Star Wars
- 2013 - Empire and Rebellion: Razor's Edge
- 2000 - Bespin Escape (verhaal in boek The Empire Strikes Back: From a Certain Point of View)

Stargate universe
- 2006 - Reliquary
- 2007 - Entanglement

The Murderbot Diaries
- 2017 - All Systems Red (novelle, Hugo Award, Nebula Award en Locus Award)
- 2018 - Artificial Condition (novelle, Hugo Award en Locus Award)
- 2018 - Rogue Protocol (novelle)
- 2018 - Exit Strategy (novelle)
- 2020 - Network Effect (Hugo Award, Nebula Award en Locus Award)
- 2020 - Fugitive Telemetry (novelle, Locus Award)
- 2023 - System Collapse (novelle)

### Losstaand
- 1995 - City of Bones
- 2000 - Wheel of the Infinite
- 2023 - Witch King